# Saint-Mammès
Pour les articles homonymes, voir Saint-Mammès (homonymie).
Saint-Mammès [sɛ̃ mamɛ] est une commune française située dans le département de Seine-et-Marne, en région Île-de-France.

## Géographie

### Localisation
Saint-Mammès se situe au bord de la Seine (rive gauche) face à Champagne-sur-Seine au confluent du Loing, à environ 13,7 kilomètres à l’ouest de Montereau-Fault-Yonne.

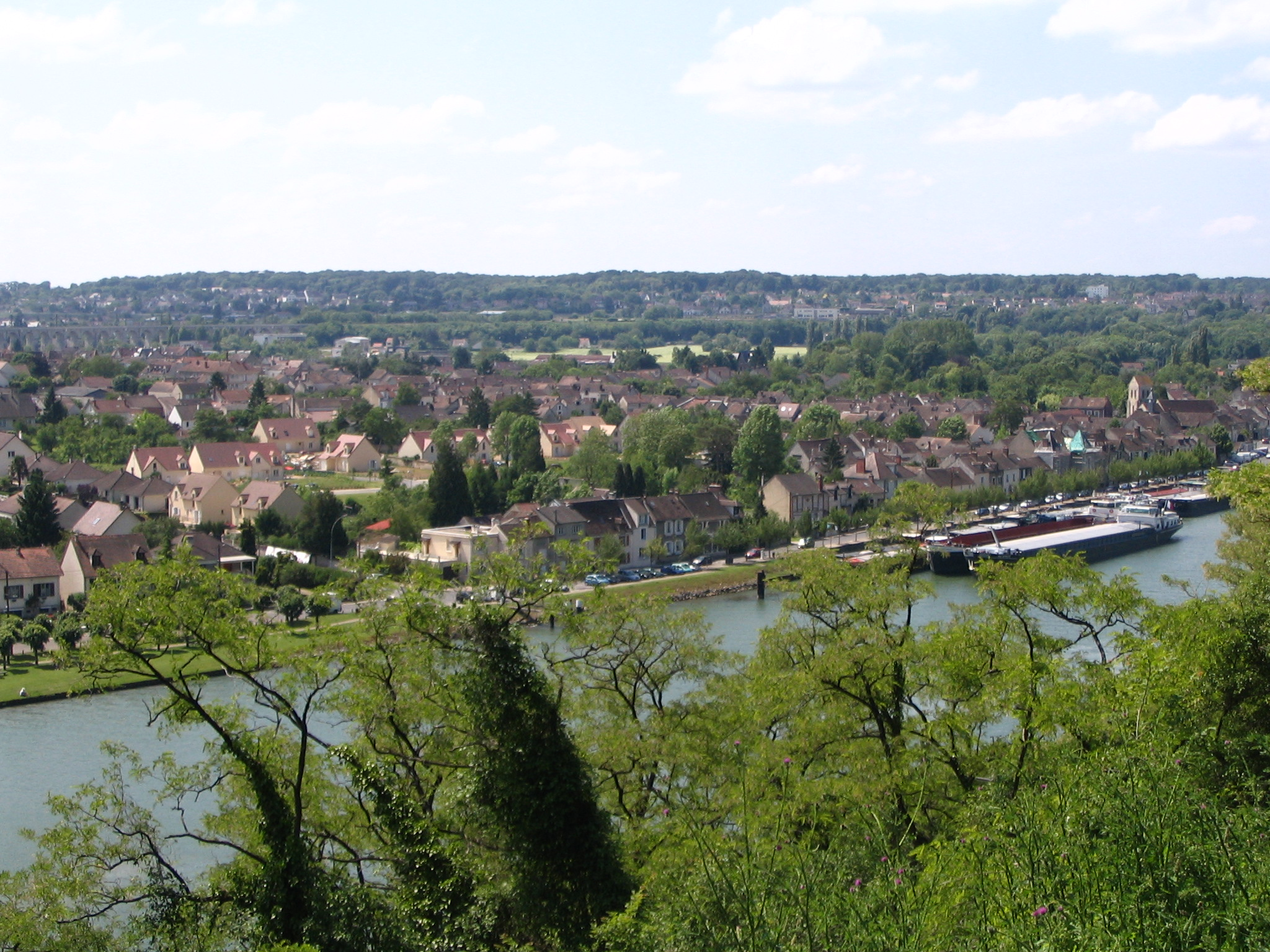
Vue sur Saint-Mammès.
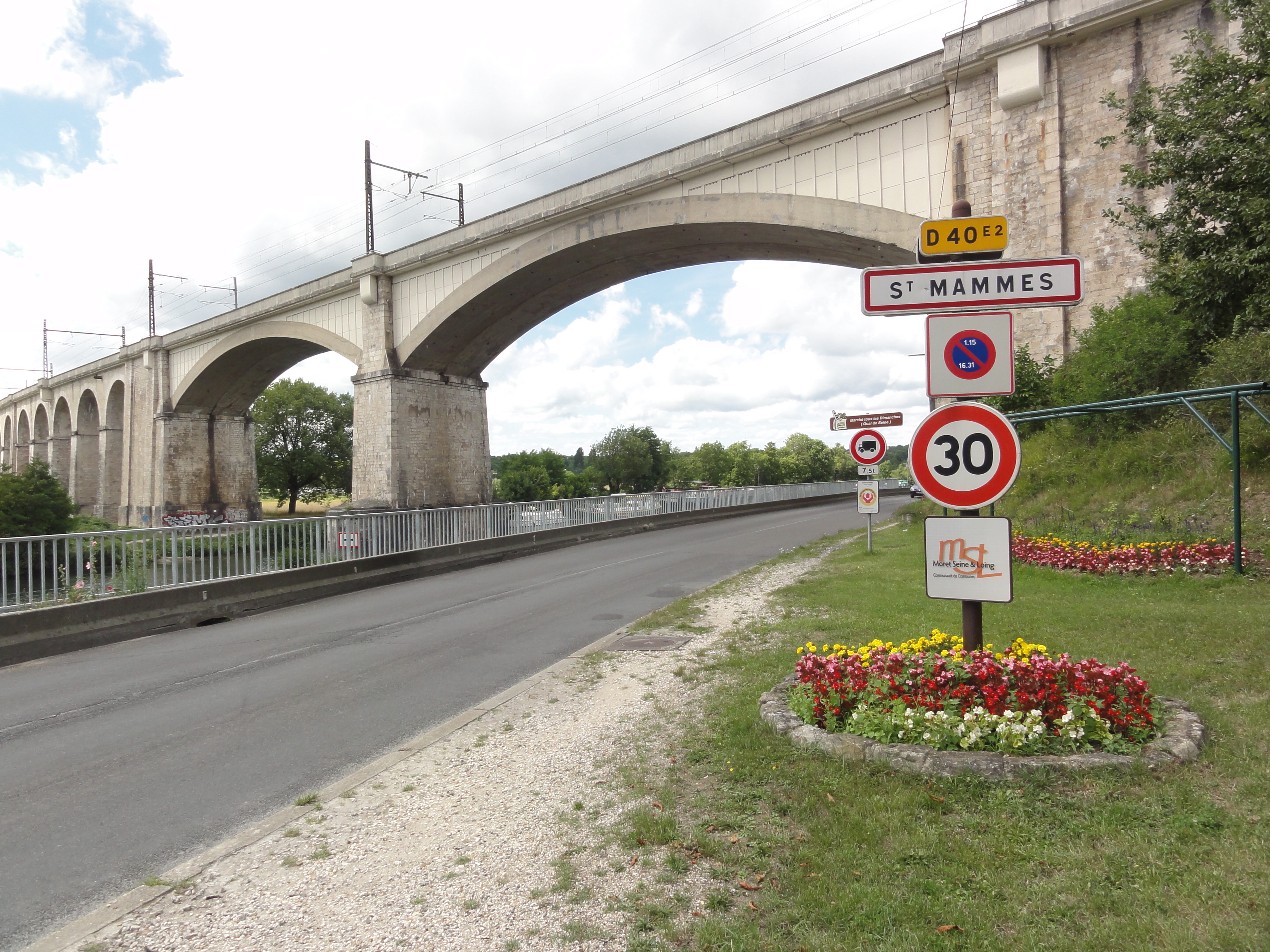
Entrée de Saint-Mammès par le sud, pont-viaduc SNCF sur le Loing.

### Communes limitrophes

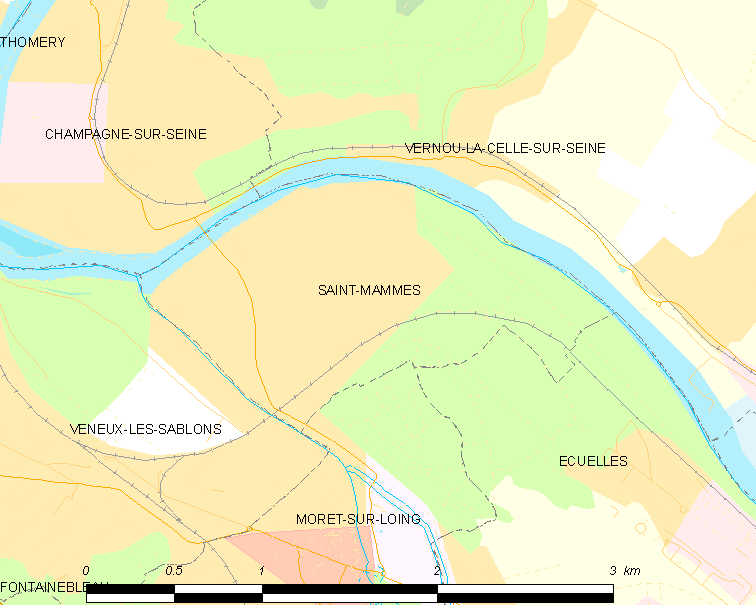
Carte de la commune.

| Champagne-sur-Seine    |              | Vernou-la-Celle-sur-Seine |
|                        | Saint-Mammès |                           |
| Moret-Loing-et-Orvanne |              | Moret-Loing-et-Orvanne    |

### Géologie et relief
La commune est classée en zone de sismicité 1, correspondant à une sismicité très faible. L'altitude varie de 42 mètres à 87 mètres pour le point le plus haut, le centre de la ville se situant à environ 49 mètres d'altitude (mairie).

### Hydrographie
Le système hydrographique de la commune se compose de trois cours d'eau référencés :
- la Seine, longue de 774,76 km[5], borde les limites nord de la ville[2], ainsi que :
  - un bras de 1,73 km[6] ;
- la rivière le Loing, longue de 142,73 km[7], affluent en rive gauche de la Seine, borde les limites ouest ; le canal du Loing, long de 47,8 km[8], construit au XVIIIe siècle, assurait à l'origine avec le canal d'Orléans, la jonction entre le bassin fluvial de la Loire et celui de la Seine.

Les cours d'eau occupent environ 30 hectares et le boisement environ 50 hectares.
La longueur linéaire globale des cours d'eau sur la commune est de 3 km.
Le ru de Chailly ne traverse pas la commune de Saint-Mammès.

### Climat
Pour des articles plus généraux, voir Climat de l'Île-de-France et Climat de Seine-et-Marne.
En 2010, le climat de la commune est de type climat océanique dégradé des plaines du Centre et du Nord, selon une étude du CNRS s'appuyant sur une série de données couvrant la période 1971-2000. En 2020, Météo-France publie une typologie des climats de la France métropolitaine dans laquelle la commune est exposée à un climat océanique altéré et est dans la région climatique Nord-est du bassin Parisien, caractérisée par un ensoleillement médiocre, une pluviométrie moyenne régulièrement répartie au cours de l’année et un hiver froid (3 °C).
Pour la période 1971-2000, la température annuelle moyenne est de 11,4 °C, avec une amplitude thermique annuelle de 15,7 °C. Le cumul annuel moyen de précipitations est de 734 mm, avec 10,9 jours de précipitations en janvier et 7,5 jours en juillet. Pour la période 1991-2020, la température moyenne annuelle observée sur la station météorologique la plus proche, située sur la commune de Fontainebleau à 9 km à vol d'oiseau, est de 11,1 °C et le cumul annuel moyen de précipitations est de 740,1 mm,. Pour l'avenir, les paramètres climatiques de la commune estimés pour 2050 selon différents scénarios d'émission de gaz à effet de serre sont consultables sur un site dédié publié par Météo-France en novembre 2022.

### Voies de communication et transports

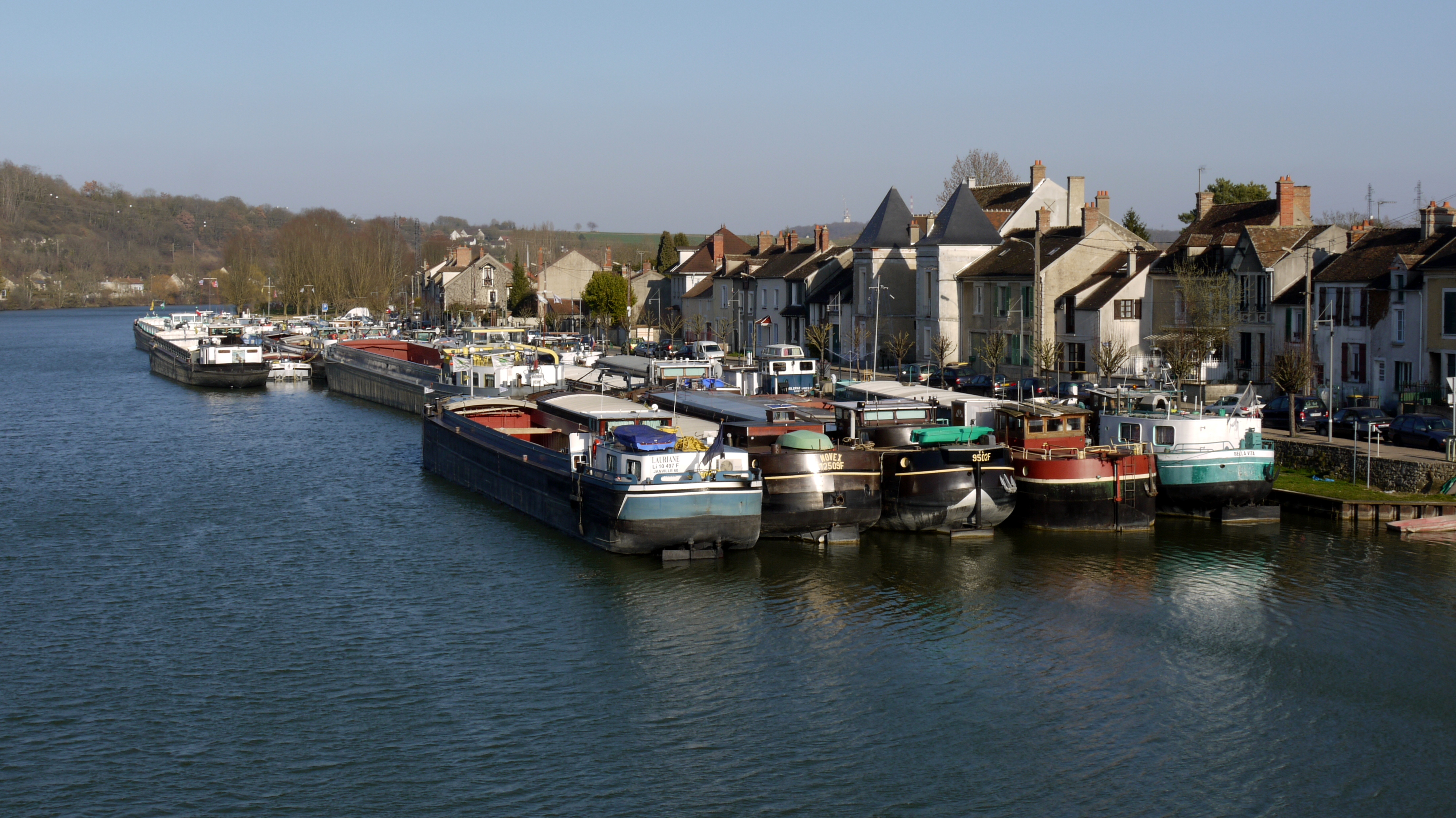
Péniches amarrées en bord de Seine.

#### Trains
La gare de Saint-Mammès est desservie par la ligne R du réseau Transilien d'Île-de-France (depuis Paris - Gare de Lyon, branche ayant pour terminus Montereau par Moret - Veneux-les-Sablons) ;

#### Bus et autocars
La ville est également sillonnée par le réseau de bus Fontainebleau - Moret (lignes 3, 6, 8, 206, 209,203) pour le transport des collégiens et des lycéens se rendant dans les établissements des communes voisines.

#### Ponts
Le pont de Saint-Mammès qui enjambe la Seine 400 mètres en amont du confluent avec le Loing établit une liaison avec la rive droite à Champagne-sur-Seine.
Depuis 2015, une passerelle piétonne accessible à vélo tenu à la main passant au-dessus du Loing, à proximité de sa confluence avec la Seine, relie la ville à Veneux-les-Sablons.

#### Parcours cyclable
Saint-Mammès est parcouru par la véloroute européenne EuroVelo 3 qui passe sur le pont de Saint-Mammès, le quai de Seine et le quai du Loing pour rejoindre à Moret-sur-Loing la voie verte du canal du Loing.

### Milieux naturels et biodiversité

#### Espaces protégés
La protection réglementaire est le mode d’intervention le plus fort pour préserver des espaces naturels remarquables et leur biodiversité associée,.
Deux espaces protégés sont présents dans la commune : 
- « La Montagne Creuse et la Roche Godon », objet d'un arrêté préfectoral de protection de biotope, d'une superficie de 10 ha[19] ;
- la réserve de biosphère « Fontainebleau et Gâtinais », créée en 1998 et d'une superficie totale de 150 544 ha (46 056 ha pour la zone centrale). Cette réserve de biosphère, d'une grande biodiversité, comprend trois grands ensembles : une grande moitié ouest à dominante agricole, l’emblématique forêt de Fontainebleau au centre, et le Val de Seine à l’est. La structure de coordination est l'Association de la Réserve de biosphère de Fontainebleau et du Gâtinais, qui comprend un conseil scientifique et un Conseil Education, unique parmi les Réserves de biosphère françaises[20],[21],[22].

#### Réseau Natura 2000

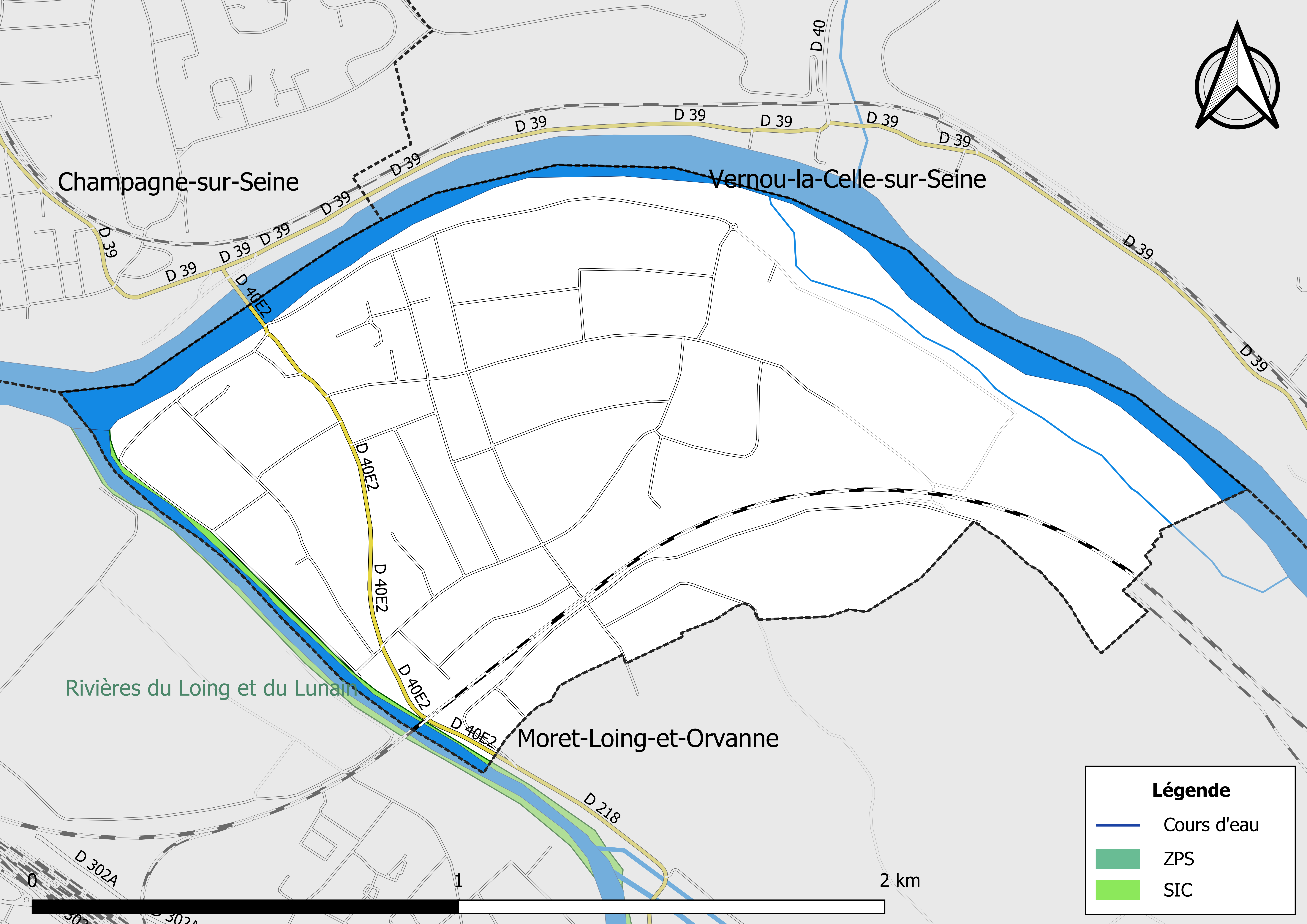
Sites Natura 2000 sur le territoire communal.

Le réseau Natura 2000 est un réseau écologique européen de sites naturels d’intérêt écologique élaboré à partir des Directives « Habitats » et « Oiseaux ». Ce réseau est constitué de Zones spéciales de conservation (ZSC) et de Zones de protection spéciale (ZPS). Dans les zones de ce réseau, les États Membres s'engagent à maintenir dans un état de conservation favorable les types d'habitats et d'espèces concernés, par le biais de mesures réglementaires, administratives ou contractuelles.
Un site Natura 2000 a été défini sur la commune au titre de la « directive Habitats », : 
- les « Rivières du Loing et du Lunain », d'une superficie de 400 ha, deux vallées de qualité remarquable pour la région Île-de-France accueillant des populations piscicoles diversifiées dont le Chabot, la Lamproie de Planer, la Loche de Rivière et la Bouvière[25],[26].

#### Zones naturelles d'intérêt écologique, faunistique et floristique
L’inventaire des zones naturelles d'intérêt écologique, faunistique et floristique (ZNIEFF) a pour objectif de réaliser une couverture des zones les plus intéressantes sur le plan écologique, essentiellement dans la perspective d’améliorer la connaissance du patrimoine naturel national et de fournir aux différents décideurs un outil d’aide à la prise en compte de l’environnement dans l’aménagement du territoire.
Le territoire communal de Saint-Mammès comprend une ZNIEFF de type 1,,, 
le « Coteau calcaire de la Montagne Creuse » (21,31 ha), couvrant 2 communes du département.
, et deux ZNIEFF de type 2, : 
- la « vallée de la Seine entre Vernou et Montereau » (1 626,19 ha), couvrant 8 communes du département[29] ;
- la « vallée du Loing entre Moret et Saint-Pierre-Lès-Nemours » (1 749,77 ha), couvrant 13 communes du département[30].

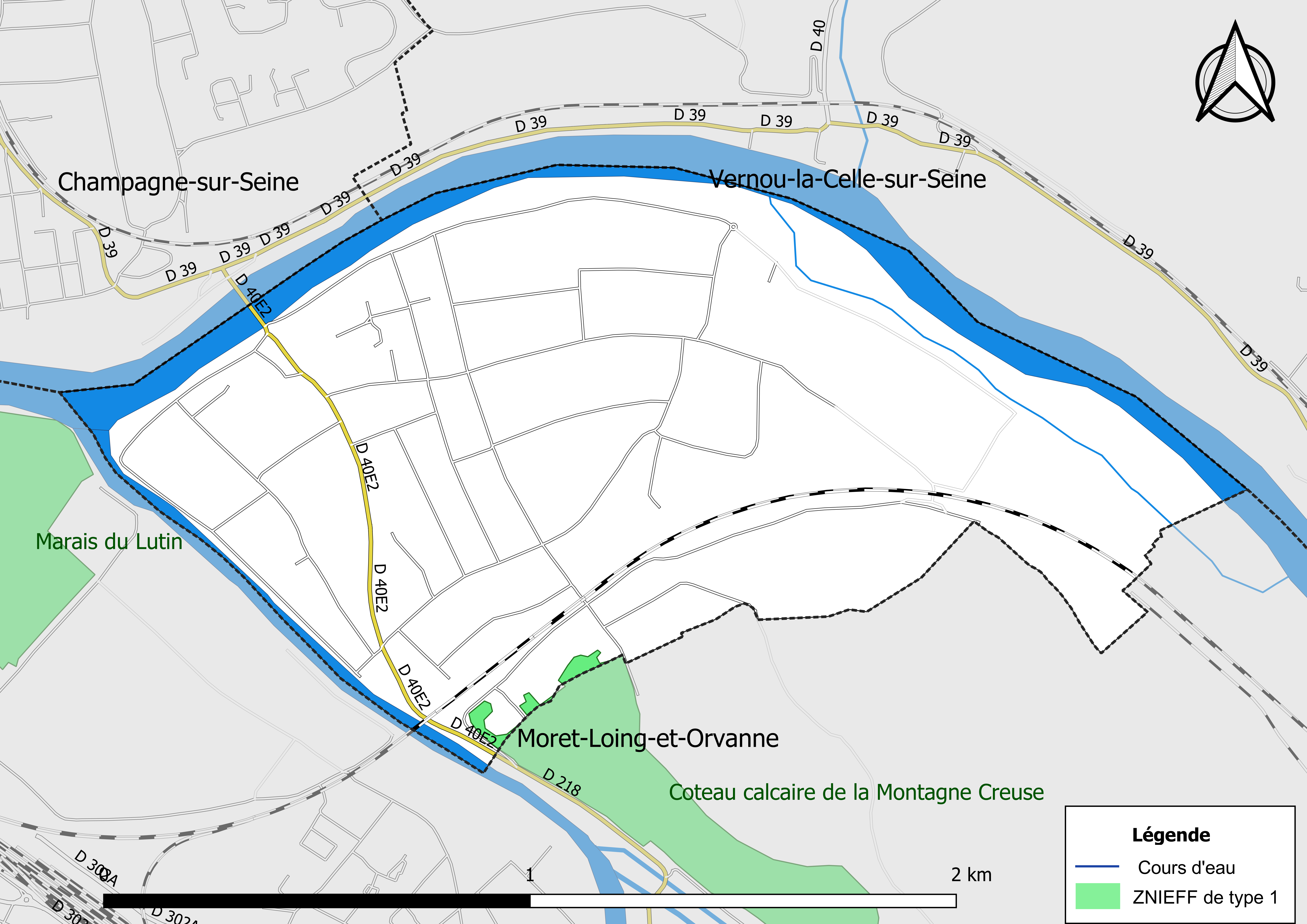
Carte des ZNIEFF de type 1 de la commune.
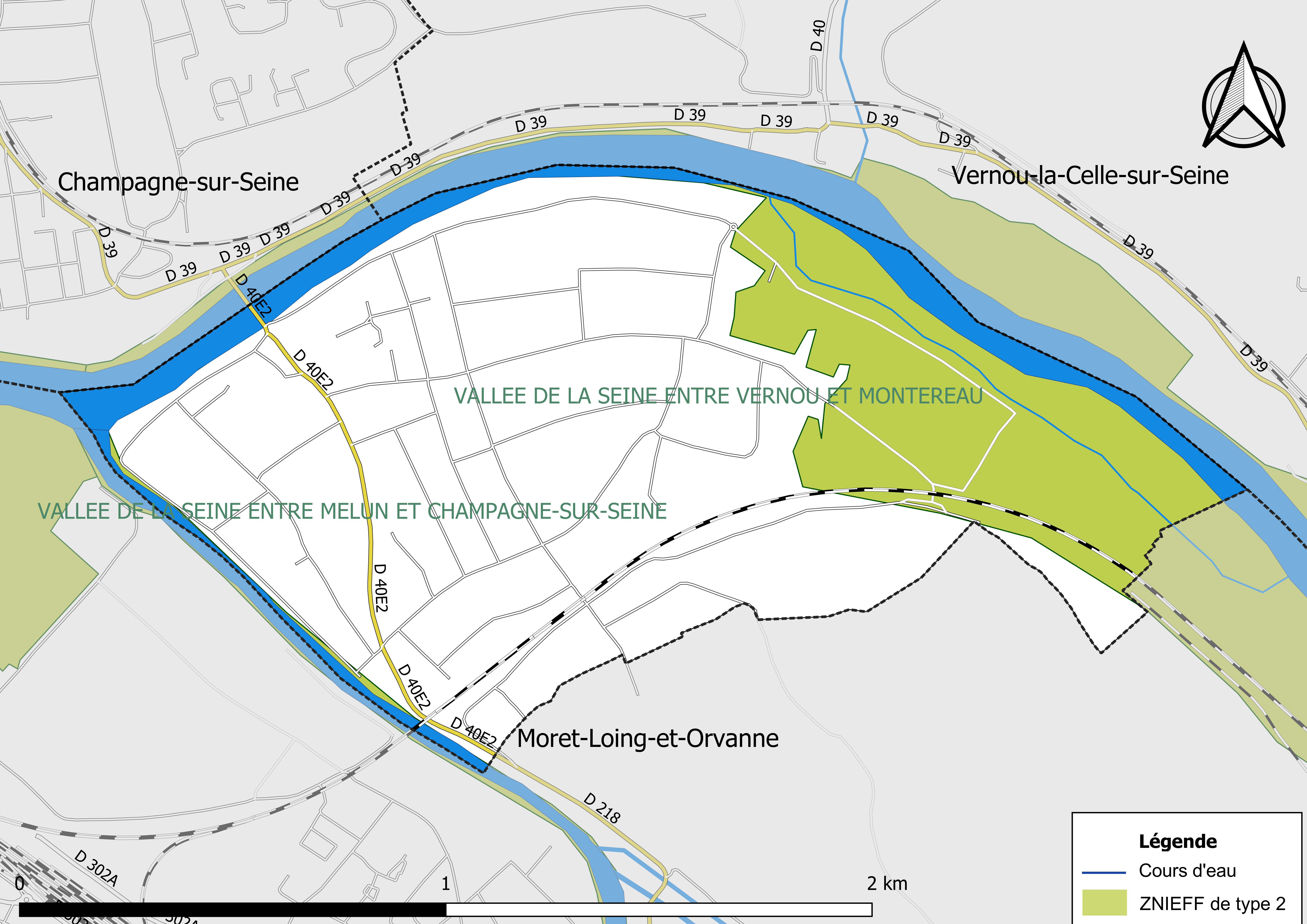
Carte des ZNIEFF de type 2 de la commune.

## Urbanisme

### Typologie
Au 1er janvier 2024, Saint-Mammès est catégorisée centre urbain intermédiaire, selon la nouvelle grille communale de densité à sept niveaux définie par l'Insee en 2022.
Elle appartient à l'unité urbaine de Champagne-sur-Seine, une agglomération intra-départementale regroupant cinq  communes, dont elle est une commune de la banlieue,,. Par ailleurs la commune fait partie de l'aire d'attraction de Paris, dont elle est une commune de la couronne,. Cette aire regroupe 1 929 communes,.

### Lieux-dits et écarts
La commune compte 34 lieux-dits administratifs répertoriés consultables ici (source : le fichier Fantoir).

### Occupation des sols
En 2018, le territoire de la commune se répartit en 60,9 % de zones urbanisées, 32,1 % de forêts, 6,9 % d’eaux continentales et < 0,5 % de prairies,.

### Morphologie urbaine
L'habitat pavillonnaire est largement prédominant et ne comporte aucun grand ensemble. Le type d'habitation est toutefois variable selon les quartiers. Le centre-ville est caractérisé par des petites habitations ne dépassant pas les deux étages, compactes et collées les unes aux autres, encadrées par de petites ruelles.
Les zones d’activités économiques et commerciales se concentrent essentiellement sur les quais de Seine.

### Voirie
La ville est traversée par la départementale D 40, communément appelée la rue Grande. D'une longueur d'environ 1,1 kilomètre, elle est l'artère principale de la ville et la plus fréquentée par les véhicules (plus de 10,000 véhicules par jour ouvré). Elle sillonne l'ouest de la commune, reliant le pont qui enjambe la Seine jusqu'au viaduc sur lequel circulent les transports ferroviaires.
Depuis septembre 2010, la ville est passée en « zone 30 » dans son intégralité dans un souci de sécurité routière.

### Logement
En 2016, le nombre total de logements dans la commune était de 1 555, dont 79 % de maisons et 20,3 % d’appartements.
Parmi ces logements, 87,2 % étaient des résidences principales, 4,1 % des résidences secondaires et 8,8 % des logements vacants.
La part des ménages fiscaux propriétaires de leur résidence principale s’élevait à 74,1 % contre 23,8 % de locataires,, dont 4,4 % de logements HLM loués vides (logements sociaux) et 2 % logés gratuitement.

## Toponymie
Le nom de la localité est mentionné sous les formes Saint Maumet en 1277 ; Sanctus Mametus en 1285 ; Sanctus Memertus prope Moretum en 1367 ; Saint Memer vers 1387 ; Saint Mesmer en 1499 ; Saint Mammès en la parroisse de Moret en 1531 ; Sainct Mamé en 1549 ; Saint Mamer en 1696 ; Saint Mamert en 1757 (Cassini) ; Le hameau de Saint Mammès en 1762 ; Saint-Mamés en 1793, puis Saint-Mamert en 1801 avant de prendre sa forme actuelle. 

Antérieurement, le lieu s'appelait peut-être Chonan, Chavan ou Monchavan.
Nommée d'après le saint éponyme saint Mammès dont le nom signifie « celui qui a été allaité », martyr en 275, après qu'un croisé ait rapporté une de ses reliques.
L'église paroissiale est dédiée à saint Mammès.

## Histoire

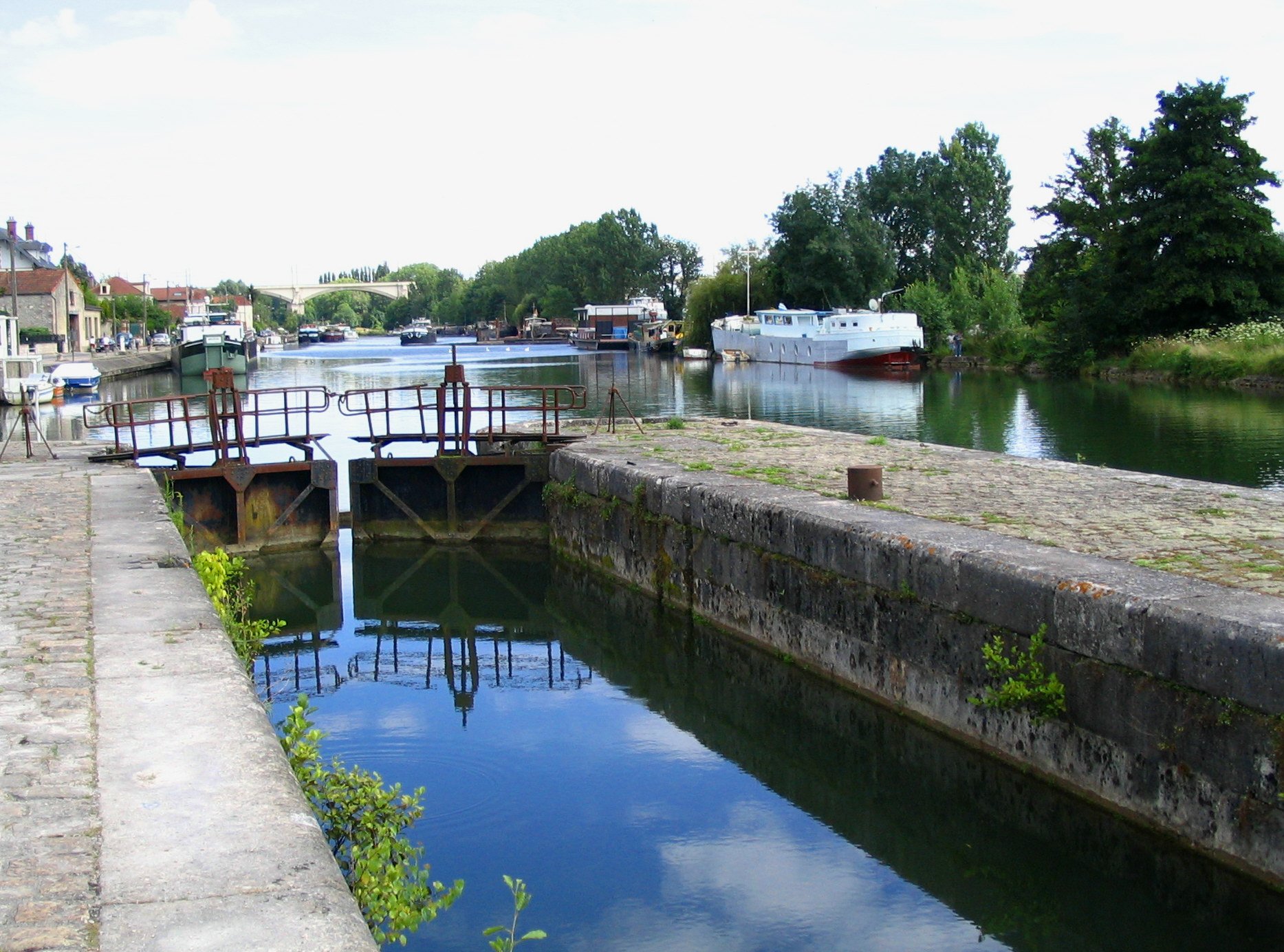
Bassin de Saint-Mammès à l'embouchure du Loing, l'ancienne écluse date de 1724. Agrandie au gabarit Freycinet au XIXe siècle, c'est une écluse à bajoyers initialement prolongée par un barrage qui régulait le cours du Loing.

### Préhistoire
Un gué se trouvait à la Bosse, avec des rochers encombrant le cours d'eau ; ce lieu-dit se trouve sur Veneux-les-Sablons à la pointe ouest de la commune de Saint-Mammès où le Loing et le canal du Loing rejoignent conjointement la Seine.
Polissoir néolithique en grès. Une hache-marteau en diorite du Néolithique récent a été trouvée dans le canal.

### Antiquité, Moyen Âge
Les développements technologiques ont rythmé la vie de la batellerie à Saint-Mammès, en passant par tous les modes de navigation : la descente des rivières au gré du courant, le halage humain et animal, la traction mécanique, le remorquage à vapeur, le touage et la motorisation des bateaux, mais aussi tous les types de batellerie : la batellerie séquanaise sous l'Ancien Régime, la batellerie ligérienne, la batellerie du Centre, celle du Nord et enfin celle venue de l'ensemble de l'Europe.
Hameau de Moret-sur-Loing jusqu'à la Révolution française en 1789, Saint-Mammès se concentre autour d'un prieuré bénédictin du XIe siècle, dont il ne subsiste aujourd'hui que la chapelle.

### Époque moderne
En 1719, le duc d'Orléans décide de la percée du canal du Loing par d'importants travaux qui sera mis en service en 1726 assurant alors un rapide et lucratif développement économique pour la ville qui devient une plaque tournante du transport fluvial entre la Seine et la Bourgogne. Le développement accru des activités industrielles assura par la suite à la batellerie et à Saint-Mammès une période de prospérité, en en faisant le deuxième port batelier sur la Seine en Île-de-France, après Conflans-Sainte-Honorine.

## Politique et administration

### Liste des maires
Six maires se sont succédé depuis 1945 :

## Population et société

### Démographie
Les habitants sont appelés les Mammesiens.

#### Évolution démographique
La population continue d'augmenter lentement, grâce notamment aux projets de densification de l'urbanisation. Cependant, après des études menées par la communauté de communes Moret Seine-et-Loing prévoyant une population de 4 200 habitants à l'horizon 2025, ce chiffre a finalement été ramené à 3 700 en raison des contraintes du tissu urbain.
L'évolution du nombre d'habitants est connue à travers les recensements de la population effectués dans la commune depuis 1793. Pour les communes de moins de 10 000 habitants, une enquête de recensement portant sur toute la population est réalisée tous les cinq ans, les populations de référence des années intermédiaires étant quant à elles estimées par interpolation ou extrapolation. Pour la commune, le premier recensement exhaustif entrant dans le cadre du nouveau dispositif a été réalisé en 2007.

En 2022, la commune comptait 3 232 habitants, en évolution de −2,33 % par rapport à 2016 (Seine-et-Marne : +3,92 %, France hors Mayotte : +2,11 %).
| 1793 | 1800 | 1806 | 1821 | 1831 | 1836 | 1841  | 1846  | 1851  |
| ---- | ---- | ---- | ---- | ---- | ---- | ----- | ----- | ----- |
| 633  | 709  | 538  | 807  | 956  | 942  | 1 012 | 1 098 | 1 129 |

| 1856 | 1861 | 1866  | 1872 | 1876  | 1881  | 1886  | 1891  | 1896  |
| ---- | ---- | ----- | ---- | ----- | ----- | ----- | ----- | ----- |
| 910  | 961  | 1 011 | 983  | 1 000 | 1 050 | 1 005 | 1 052 | 1 102 |

| 1901  | 1906  | 1911  | 1921  | 1926  | 1931  | 1936  | 1946  | 1954  |
| ----- | ----- | ----- | ----- | ----- | ----- | ----- | ----- | ----- |
| 1 106 | 1 406 | 1 494 | 1 504 | 1 407 | 1 456 | 1 337 | 1 500 | 1 618 |

| 1962  | 1968  | 1975  | 1982  | 1990  | 1999  | 2006  | 2007  | 2012  |
| ----- | ----- | ----- | ----- | ----- | ----- | ----- | ----- | ----- |
| 2 451 | 2 694 | 2 949 | 2 974 | 3 007 | 3 084 | 3 177 | 3 192 | 3 181 |

| 2017  | 2022  | - | - | - | - | - | - | - |
| ----- | ----- | - | - | - | - | - | - | - |
| 3 347 | 3 232 | - | - | - | - | - | - | - |

#### Pyramide des âges
En 2018, le taux de personnes d'un âge inférieur à 30 ans s'élève à 33,5 %, soit en dessous de la moyenne départementale (39,6 %). À l'inverse, le taux de personnes d'âge supérieur à 60 ans est de 25,6 % la même année, alors qu'il est de 19,9 % au niveau départemental.
En 2018, la commune comptait 1 610 hommes pour 1 766 femmes, soit un taux de 52,31 % de femmes, légèrement supérieur au taux départemental (51,31 %).
Les pyramides des âges de la commune et du département s'établissent comme suit.
| Hommes | Classe d’âge | Femmes |
| ------ | ------------ | ------ |
| 0,7    | 90 ou +      | 1,6    |
| 7,4    | 75-89 ans    | 10,5   |
| 15,8   | 60-74 ans    | 15,0   |
| 23,5   | 45-59 ans    | 20,8   |
| 18,2   | 30-44 ans    | 19,5   |
| 16,9   | 15-29 ans    | 14,0   |
| 17,5   | 0-14 ans     | 18,6   |

| Hommes | Classe d’âge | Femmes |
| ------ | ------------ | ------ |
| 0,4    | 90 ou +      | 1,2    |
| 4,9    | 75-89 ans    | 6,5    |
| 13,6   | 60-74 ans    | 14,3   |
| 20,2   | 45-59 ans    | 19,8   |
| 20,1   | 30-44 ans    | 20,6   |
| 19,2   | 15-29 ans    | 17,9   |
| 21,7   | 0-14 ans     | 19,7   |

### Enseignement
Saint-Mammès relève de l'académie de Créteil.

#### Établissements scolaires
Les établissements scolaires de la commune dépendent de l'inspection académique de Seine-et-Marne. Saint-Mammès dispose sur son territoire d'une école maternelle, de deux écoles élémentaires, d'une école régionale du premier degré (ERPD) et d'une école privée de formation professionnelle :
- l'école maternelle Camille Dabin ;
- l'école élémentaire Henri-Geoffroy (150 élèves) ;
- l'école élémentaire Benoît-Plassard (75 élèves) ;
- l'ERPD de Saint-Mammès ;
- l’école privée LINEANE & CFA - Coiffure et esthétique, école de formation professionnelle et de préparation au CAP, BEP et Bac pro.

### Manifestations culturelles et festivités
Plusieurs salons, spectacles et autres évènements ont lieu durant toute l'année.
- Les joutes parisiennes, sport emblématique de la commune, se tiennent chaque année de mi-juin à septembre sur les bords de Seine.
- Le marché dominical qui se tient toute l'année.
- En août, le feu d'artifice et la fête foraine.
- En décembre, le marché de Noël.

De plus, en 2019, avec l'aménagement du bord de Seine, les rives d'eau ont fait de la ville de Saint-Mammès un lieu de villégiature estivale.

### Santé
Aucun centre hospitalier n'est installé sur le territoire, les plus proches étant situés à Fontainebleau et à Montereau-Fault-Yonne. Saint-Mammès compte cependant une pharmacie, un cabinet infirmier, deux médecins généralistes et des kinésithérapeutes, tous situés sur les quais de Seine.

### Sport
Saint-Mammès a une équipe de football (partagée avec les communes de Champagne-sur-Seine et de Vernou-la-Celle-sur-Seine), un club de joutes nautiques (sport emblématique de la commune), un club nautique de voile, un judo-club, un karaté-club, un vélo-club et un club de majorettes.
Saint-Mammès compte plusieurs équipements sportifs : une salle sportive dans le quartier des Guettes, un grand stade, un terrain de basket-ball, un terrain de volley-ball, un circuit VTT, des tables de ping-pong, un terrain de pétanque et un terrain de pétanque lyonnaise.

## Économie
Saint-Mammès est un des lieux les plus importants[réf. nécessaire], avec Conflans-Sainte-Honorine, de rassemblement sur la Seine de péniches de transport et d'habitation.
Le développement de la batellerie, qui date du milieu du XVIIIe siècle avec la percée du canal du Loing, a généré pendant plus de deux siècles une activité essentielle pour la cité. Le développement progressif des convois avec pousseurs a fait décroître l'importance des automoteurs au gabarit Freycinet. Malgré l'augmentation du trafic, le nombre de ces automoteurs, qui assuraient l'activité de Saint-Mammès, n'a cessé de baisser. Le faible gabarit du canal du Loing, et les efforts insuffisants entrepris par VNF pour développer le tourisme fluvial sur cet axe, contribuent également à la baisse de fréquentation du port.
La ville, fidèle à sa tradition batelière, s'est dotée cependant d'un port fluvial et d'une halte nautique sur la Seine pour recevoir des unités de toutes tailles.
La maison d'édition Le Bélial', spécialisée en littératures de l'imaginaire, a son siège à Saint-Mammès.

### Revenus de la population et fiscalité
En 2017, le nombre de ménages fiscaux de la commune était de 1 397 (dont 60 % imposés), représentant 3 360 personnes et la  médiane du revenu disponible par unité de consommation  de 22 460 euros.

### Emploi
En 2017, le nombre total d’emplois dans la zone était de 378, occupant 1 487 actifs  résidants.
Le taux d'activité de la population (actifs ayant un emploi) âgée de 15 à 64 ans s'élevait à 69,7 % contre un taux de chômage de 9 %.
Les 21,3 % d’inactifs se répartissent de la façon suivante : 9,1 % d’étudiants et stagiaires non rémunérés, 7 % de retraités ou préretraités et 5,2 % pour les autres inactifs.

### Entreprises et commerces
En 2018, le nombre d'établissements actifs était de 170 dont 12 dans l’industrie manufacturière, industries extractives et autres, 26 dans la construction, 54 dans le commerce de gros et de détail, transports, hébergement et restauration, 7 dans l’information et communication, 2 dans les activités financières et d'assurance, 6 dans les activités immobilières, 18 dans les activités spécialisées, scientifiques et techniques et activités de services administratifs et de soutien, 19 dans l’administration publique, enseignement, santé humaine et action sociale et 26  étaient relatifs aux autres activités de services.
En 2019,  42 entreprises ont été créées sur le territoire de la commune, dont 35 individuelles.
Au 1er janvier 2020, la commune ne disposait pas d’hôtel et de terrain de camping.

## Culture locale et patrimoine

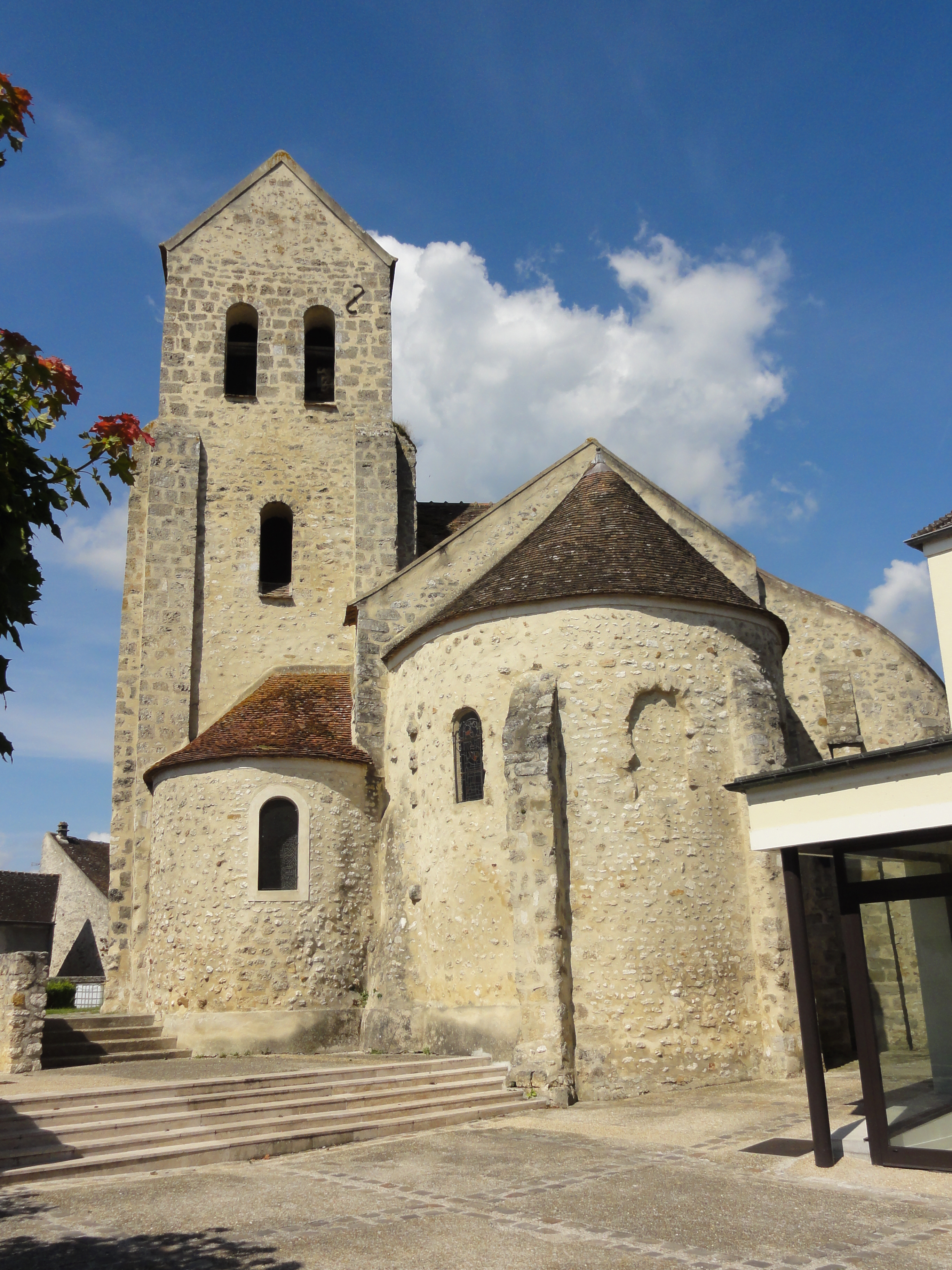
Chevet de l'église Saint-Mammès.

### Lieux et monuments
Saint-Mammès a un monument inscrit à l'inventaire des monuments historiques et deux lieux répertoriés à l'inventaire général du patrimoine culturel.
- L'église priorale sous le vocable de saint Mammès, romane du XIe siècle, inscrite au titre des monuments historiques[68],[69].
- Le jardin potager dit les clos ou jardins des Mariniers[70] ;

Caractéristique de Saint-Mammès, un réseau de « jardins bateliers » s'étend derrière la façade sur quai.
D'étroites venelles, presque invisibles entre les maisons, desservent une multitude de parcelles utilisées à l'origine par les bateliers pour compléter leurs maigres revenus.
Habitués à l'espace exigu de leur cabines, ils cultivaient, pendant les périodes de chômage ou d'étiage des canaux, des enclos miniatures ne dépassant guère les 50 m2.
- Le site d'écluse dit écluse 20 de Saint-Mammès[71].
- La passerelle de Saint-Mammès, posée en 2015 et franchissant le Loing pour relier Moret-Loing-et-Orvanne.

### Personnalités liées à la commune
- Eugène Lavieille, peintre de l'école de Barbizon, a également peint des tableaux de Saint-Mammès et des environs.
- Le peintre impressionniste britannique Alfred Sisley, qui vécut au XIXe siècle, a peint de nombreux tableaux de Saint-Mammès. Il repose aujourd'hui au cimetière de Moret-sur-Loing.
- Axel Marbeuf, demi-finaliste de la Star Academy 2023, conseiller municipal en ladite commune, ingénieur chimiste.

#### Quelques tableaux d'Alfred Sisley de Saint-Mammès

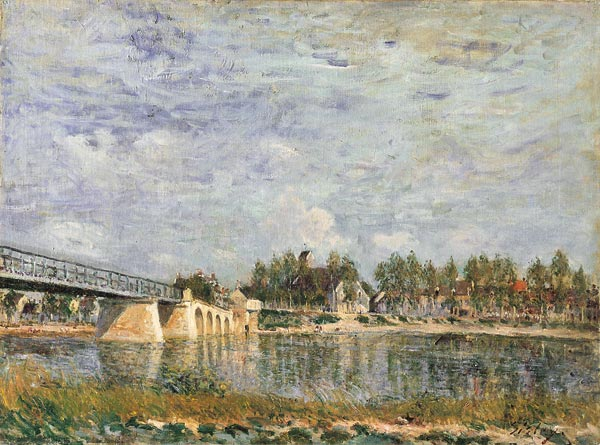
Le Pont de Saint-Mammès (Philadelphia Museum of Art).
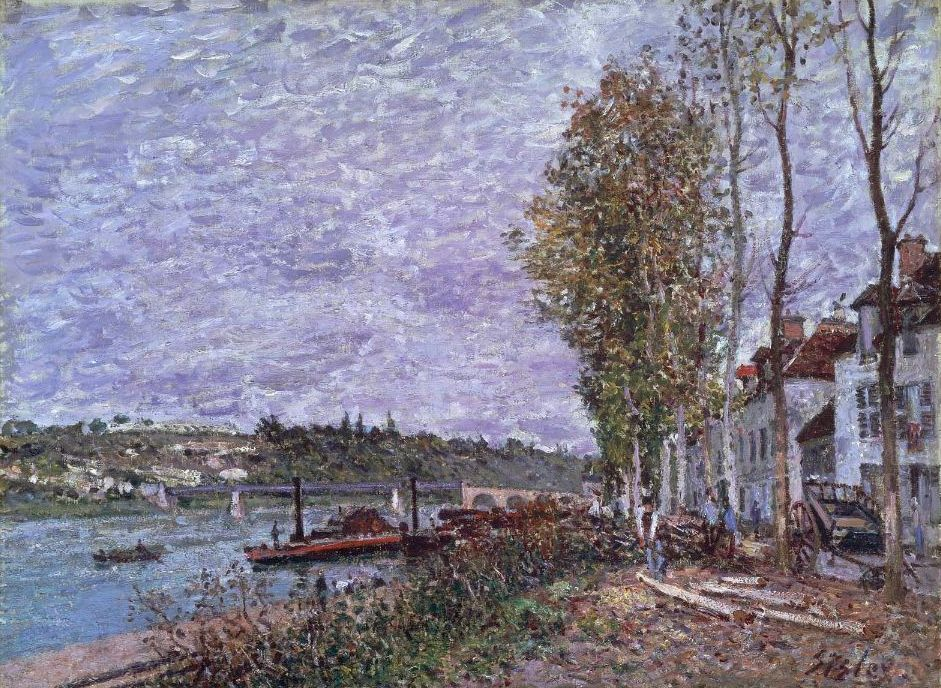
Jour nuageux à Saint-Mammès (1880).
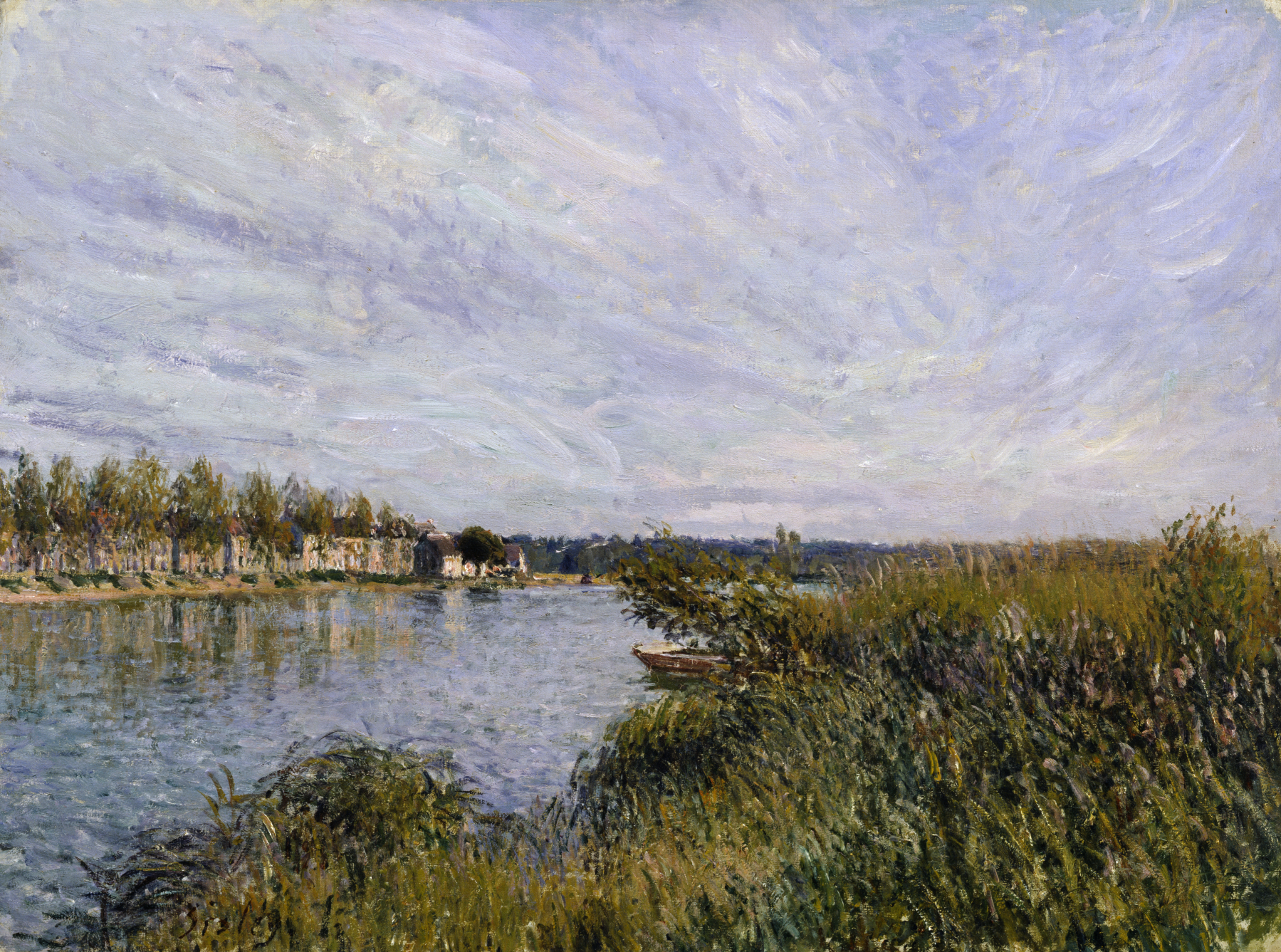
Vue de Saint-Mammès (1880).
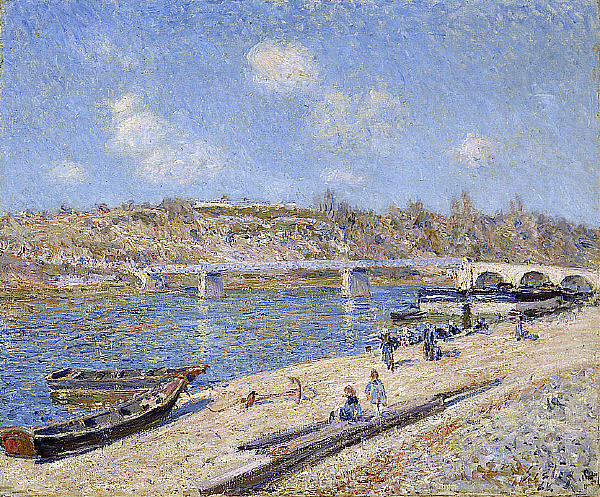
La plage à Saint-Mammès (1884) (Saint-Louis Art Museum).